# Лурджа Магданы
«Лурджа Магданы» (груз. მაგდანას ლურჯა) — художественный фильм по одноимённому рассказу грузинской писательницы Екатерины Габашвили.

## Сюжет
Грузия, конец XIX века. Богатый торговец углём Митуа бросает на дороге издыхающего осла. Шестилетний Михо и трёхлетняя Като, дети бедной вдовы Магданы Сесиашвили, находят осла. Они называют его Лурджей (Синеглазый) и выхаживают. Лурджа становится хорошим помощником в маленьком бизнесе вдовы — торговле мацони. Но однажды купец Митуа признаёт в нём брошенного им осла и, подкупив судью, отсуживает его у Магданы.

## В ролях
- Дудухана Церодзе — Магдана (дублирует Марина Фигнер)
- Лиана Моисцрапишвили — Софо, старшая дочь Магданы
- Нани Чиквинидзе — Като, дочь Магданы
- Михо Борашвили — Михо, сын Магданы
- Акакий Кванталиани — Митуа, угольщик (дублирует Степан Каюков)
- Карло Саканделидзе — Вано, батрак угольщика (дублирует Николай Прокопович)
- Акакий Васадзе — Тедо Гунашвили, деревенский староста (дублирует Константин Нассонов)
- Александр Омиадзе — дед Гиго (дублирует Георгий Вицин)
- Александр Такайшвили — судья (дублирует Чеслав Сушкевич)
- Давид Абашидзе — Габо
- Шалва Гедеванишвили
- Мариам Гарикули
- Василий Кахниашвили

## Призы
- 1956 — Специальное упоминание в конкурсе короткометражных лент на МКФ в Каннах[1].
- 1956 — Почётный диплом МКФ в Эдинбурге.

В 1956 году фильм был удостоен Специального упоминания на конкурсе короткометражных фильмов Каннского кинофестиваля как «Лучший фильм с вымышленным сюжетом», став первой за долгое время советской картиной, получившей признание на крупном западном кинофестивале.